# Grimpoteuthis challengeri
Grimpoteuthis challengeri is een inktvissensoort uit de familie van de Grimpoteuthidae. De wetenschappelijke naam van de soort is voor het eerst geldig gepubliceerd in 2003 door Collins.